# Manpower (uitzendbedrijf)
Manpower Inc. is een uitzendonderneming. Het is na Randstad NV en Adecco de derde uitzendgroep ter wereld gemeten naar de omzet. 
Manpower werd in 1948 opgericht in Milwaukee, Wisconsin door de twee advocaten Elmer Winter en Aaron Scheinfeld. Het idee ontstond doordat er in de havens grote piekdruktes met personeel ontstonden wanneer er vrachtschepen binnen kwamen om te lossen. Het bedrijf opende diverse vestigingen in het land en maakt in 1956 de eerste stap naar het buitenland. het bedrijf opende kantoren in de Canadese steden Montreal en Toronto. Het opende ook een vestiging in Engeland en een jaar later in Frankrijk. In 1963 werd in Chili de eerste vestiging in Zuid-Amerika geopend. 
In 1967 werd Manpower een naamloze vennootschap en volgde een beursintroductie op de New York Stock Exchange onder het ticker symbol MAN. In 1974 behaalde Manpower voor het eerst in haar geschiedenis meer omzet en winst uit de buitenlandse netwerk. In 1976 ging 
Elmer Winter met pensioen en verkocht Manpower aan Parker Pen Company. In 1986 kwam Manpower weer los te staan van Parker Pen. De aandelen gingen weer naar de beurs.
In 1987 passeerde de omzet het niveau van een miljard dollar. Manpower wordt weer overgenomen, dit keer door Blue Arrow PLC. Blue Arrow was het grootste Britse arbeidsbemiddelingsbedrijf, en was vele malen groter dan Manpower. Vlak voor de overname telde Manpower 1300 vestigingen en had zo'n 700.000 uitzendkrachten. Hiermee behaalde het een omzet van net geen twee miljard dollar en een winst van US$ 31 miljoen. In 1991 werd deze transactie weer ongedaan gemaakt en kwam Manpower weer als zelfstandig bedrijf op de markt.
In 2000 werd Elan Group overgenomen voor US$ 145 miljoen, een van de grootste onafhankelijke IT-personeelsbemiddelingsbureaus in Europa. Medio 2001 volgde de koop van Jefferson Wells International, een professionele dienstverlener op het gebied van interne audit, accounting, technologie en belastingdiensten. 
In 2023 behaalde Manpower een omzet van bijna 19 miljard Amerikaanse dollar. Hiervan werd 60% behaald in Europa en een kwart in Noord- en Zuid-Amerika. In Europa zijn de drie belangrijkste landen, Frankrijk, Italië en het Verenigd Koninkrijk. In 2023 telde de groep 2100 vestigingen verspreid over 75 landen. De drie bekendste merknamen van de groep zijn Manpower, Experis en Talent Solutions. Manpower zet dagelijks gemiddeld zo'n half miljoen mensen aan het werk.